# Медаль «100-річчя органів дипломатичної служби Азербайджанської Республіки»
Медаль «100-річчя органів дипломатичної служби Азербайджанської Республіки (1919—2019)» (азерб. Azərbaycan Respublikası diplomatik xidmət orqanlarının 100 illiyi (1919-2019) yubiley medalı) — державна нагорода Азербайджанської Республіки. Заснована Законом № 1533-VQD від 29 березня 2019 року